# TCP加速
TCP加速（英語：TCP acceleration），是一系列的網路技術概稱，應用於傳輸控制協議（TCP）中。在不修改終端應用程式的前提下，相較於一般標準的傳輸控制協議（TCP）連線，使用這些技術能夠提供更佳的流量。
這些技術提供了在TCP優化之外的另一個可用方案，相關的方案包括了ACK包裝（ACK pacing），TCP通透代理器（TCP transparent proxies）以及TCP卸載引擎（TCP offload engines）等。